# Schneckenpost

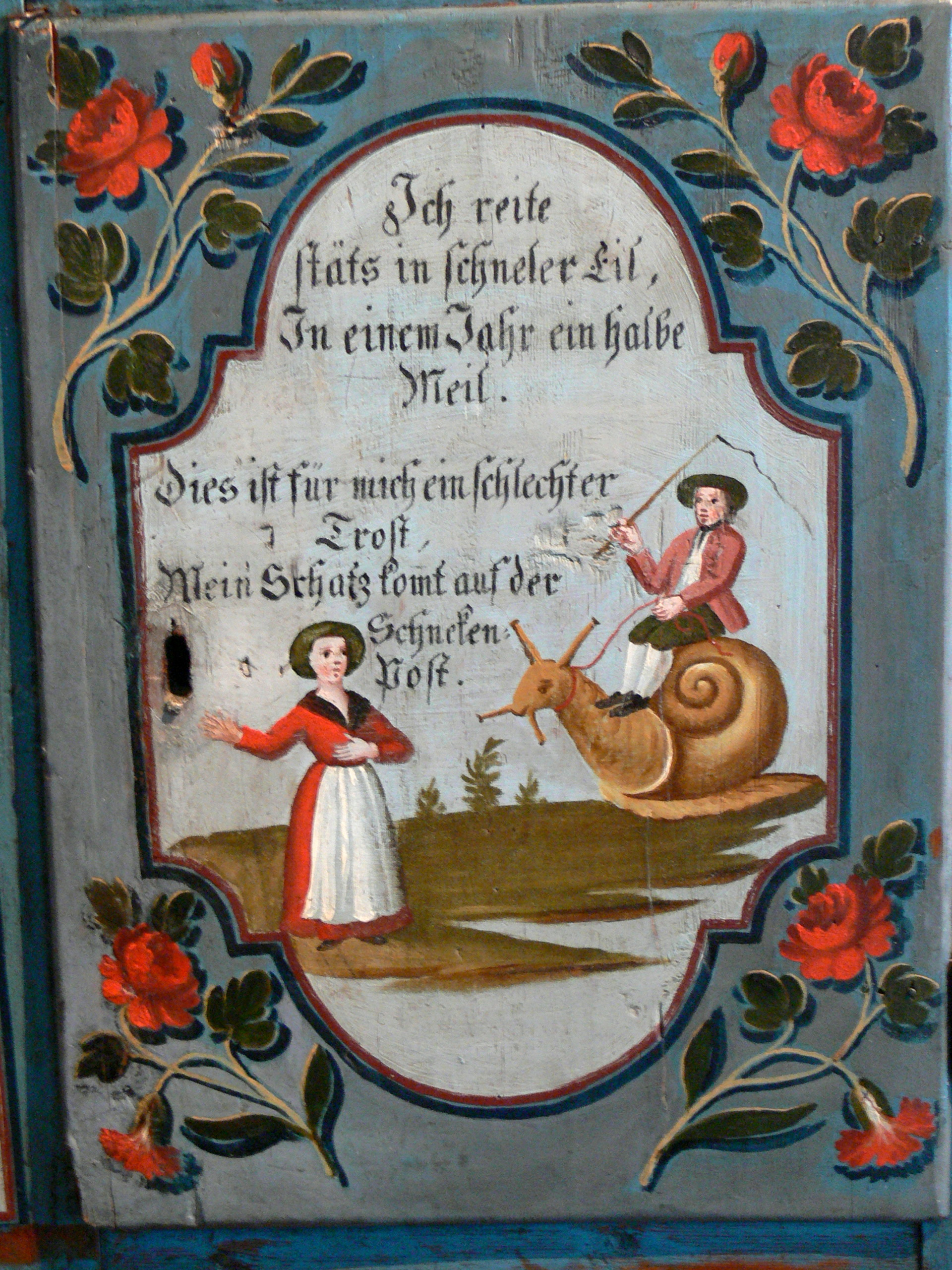
Bemalter Schrank mit Schneckenpostmotiv. Bauernmalerei Museum Trautenfels.

Schneckenpost nannte man früher Postzustellungen, deren Zustellzeit erheblich über der durchschnittlichen lag. Heute wird der Begriff im Englischen (snail mail) manchmal aufgrund der ungleichen Übermittlungsgeschwindigkeit für jede traditionelle Briefpost im Vergleich zu E-Mail verwendet. 

## Geschichte
Der Begriff stammt aus der Postkutschenzeit, als beispielsweise ein Radbruch oder ein Wetterumschwung für erhebliche Verzögerung sorgen konnten und steht bis heute bildhaft für langsamen Transport, auch für langwierige und äußerst verspätete Postzustellung. Ludwig Börne veröffentlichte 1821 seine satirische Monographie der deutschen Postschnecke, in der das langsame und unkomfortable Reisen in Thurn-und-Taxis’schen Postkutschen zum Sinnbild für Repression und Untertanengeist wird.
In Österreich-Ungarn sangen die Kinder zur Melodie des österreichischen Posthorn-Signals:
I fahr, i fahr, i fahr auf der Post!

Fahr auf der Schneckenpost,

die mir kan Kreutzer kost.

I fahr, i fahr, i fahr auf der Post.
Der Kinderreim Ri-ra-rutsch, der seit dem 19. Jahrhundert überliefert ist, enthält die Strophe:
Ri-ra-rutsch

Wir fahren mit der Kutsch

Wir fahren mit der Schneckenpost

wo es keinen Pfennig kost´

Ri-ra-rutsch

Wir fahren mit der Kutsch
In alten Kinderbilderbüchern bringt eine Schnecke den Tieren des Waldes die Post.
Besondere Beachtung fand der Begriff Snailmail jedoch auch in den 1980er- und 1990er-Jahren innerhalb der privat vernetzten Computersysteme über Telefonmodem, die das weltweit versponnene FidoNet nutzten. Die öffentliche Nutzung des Internets war zu diesem Zeitpunkt noch nicht weit verbreitet (siehe: Chronologie des Internets).
Die Übermittlung von elektronischen Nachrichten in annähernder Echtzeit, wie es heute mit Hilfe von E-Mails über das Internet möglich ist, kannte man noch nicht. Vielmehr wurden die ersten elektronischen Nachrichten über das FidoNet durch User als so bezeichnete Snailmail versendet, auch wenn der offizielle Begriff Netmail oder Echomail gewesen wäre. Da es jedoch in der Regel mehrere Tage dauerte, bis die elektronische Nachricht tatsächlich über die privat betriebenen Computersysteme (Zonen und Nodes) den Empfänger erreichte, hatte sich der Begriff Snailmail für das Versenden von Nachrichten unter den Usern in dem weltweiten FidoNet verankert.
Da mail im Englischen sowohl E-Mail als auch Briefpost bedeuten kann, unterscheidet man in der Regel zwischen E-Mail und regular mail oder snail mail (auch s-mail), also Briefpost.